# Qetesh (Stargate)
Qetesh es un personaje del universo de ficción de la serie de televisión Stargate SG-1.
Fue durante la época de dominio de los Goa'uld un huésped con pleno control en varios planetas e incluso enfrentamientos con alguno de los Señores del Sistema. Poco antes de que Qetesh desapareciera gracias a los Tok'ra, le proporcionaron a Vala Mal Doran un sistema de habla idéntico al de los simbiontes Goa'uld para que siguiera ejerciendo su cargo de dios en su planeta sin levantar sospechas. Posteriormente, después de explotar a sus ciudadanos para hacer intercambios y traficar, se convirtió en una "pirata espacial" de la cual el SG-1 no se fiaba.
Información del contenido de uno de los capítulos
En su busca del arma capaz de destruir a seres ascendidos como los Ori, utilizan la influencia que tenía Qetesh en ese planeta para poder obtener información sobre la ubicación de la posible arma, en su transcurso un Prior es enviado a ese planeta y consiguen hacerle frente al hacer saber a su pueblo que ya no era Qetesh y que sin embargo se preocupaba de ellos informándoles de los Ori.
- Datos: Q5861269